# Kostel svatého Jana Nepomuckého (Ostrava)
Kostel svatého Jana Nepomuckého se nachází v ostravském městském obvodě Stará Bělá. Stavba kostela, postaveného pravděpodobně podle návrhu příborského stavitele Václava Röhricha, byla dokončena a vysvěcena na přelomu 18. a 19. století.

## Historie
Stojí poblíž místa bývalého kostela svatého Mikuláše, na kterém se nyní nachází hřbitov. Ten byl v roce 1790 stržen. Nový jednolodní kostel se stavěl od 60. let 18. století do roku 1779. Záhy po dostavbě se však objevily trhliny a okolí kostela muselo být odvodněno. Spolu s odvodněním a opravami byla postavena fara a zřízen hřbitov. Slavnostního vysvěcení se kostel dočkal až v roce 1801, konkrétně 13. a 14. července. Během svěcení byly do oltáře uloženy ostatky svatého Urbana, svatého Vitalise a svaté Korony. Časté vichřice v letech 1833–1834 vychýlily věž natolik, že byla nutná její oprava. V roce 1862 byly do věže instalovány hodiny a v roce 1899 byla přistavěna kaple.

## Popis
Stavba kostela sv. Jana Nepomuckého je orientovaná ve směru východ – západ, nachází se na vyvýšeném místě ve středu obce Stará Bělá. Kostel je jednolodní pozdně barokní stavba obdélníkového půdorysu, ke které byla přistavěna sakristie na východní straně kněžiště a kaple na západní straně lodi. Stavba délky 28,45 m a šířky 14,07 m je vysoká 14,86 m. V hlavním průčelí na jižní straně se nachází hranolová věž vysoká 37 m s hodinami. Věž je ukončena pozdně barokní polygonální helmicí.
Po stranách hlavního vchodu na jižní straně kostela jsou umístěny niky se sochami sv. Cyrila a Metoděje. Na severní straně kostela je nika se sochou sv. Jana Nepomuckého, patrona kostela.